# Pieterstraat (Utrecht)
De Pieterstraat is een straat in het centrum van de Nederlandse stad Utrecht.
De circa 80 meter lange straat vormt een verbinding tussen het Pieterskerkhof en de Kromme Nieuwegracht met de Pietersbrug. Ze is als nieuwe openbare straat rond 1644 aangelegd in de voormalige immuniteit van Sint-Pieter. Begin 21ste eeuw bevinden zich in de Pieterstraat een viertal monumentale gebouwen.